# Louis Charles Auguste Le Tonnelier

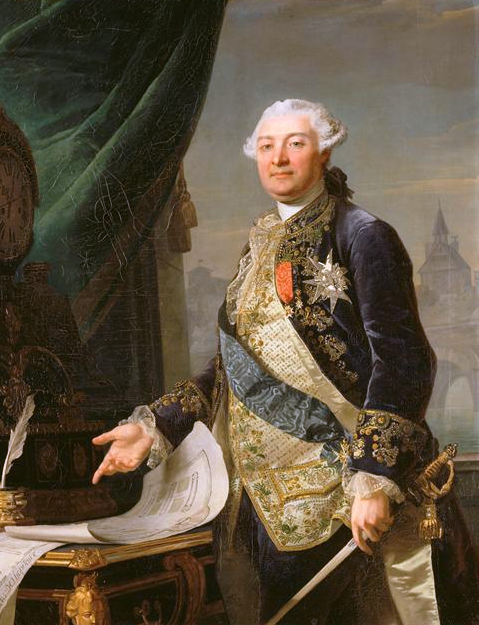
Louis Charles Auguste Le Tonnelier, baron de Breteuil

Louis Charles Auguste Le Tonnelier, baron de Breteuil, baron de Preuilly (7 maart 1730 - 2 november 1807) was een Frans aristocraat, diplomaat, politicus en staatsman. Hij was premier van Frankrijk, aangesteld door Lodewijk XVI, slechts twee dagen voor de bestorming van de Bastille. Enkele dagen nadien moest hij al het veld ruimen.

## Soldaat en ambassadeur
Breteuil werd geboren in 1730 op het kasteel van Azay-le-Feron in een adellijke familie met goede connecties. Hij studeerde in Parijs en nam later dienst in het leger. Hij vocht in de Zevenjarige Oorlog. In 1758 verliet hij het leger en werkte hij op het Franse ministerie van Buitenlandse Zaken. Al snel werd hij benoemd tot ambassadeur bij de keurvorst van Keulen, waar hij bewees over waardevolle diplomatieke kwaliteiten te beschikken. Twee jaar later werd hij als Frans ambassadeur naar Rusland gezonden. In 1769 werd hij naar Stockholm gezonden, vertegenwoordigde vervolgens zijn land in Wenen, Napels, en opnieuw Wenen tot 1783.
In Zweden werd hij een favoriet van de jonge koning Gustaaf III, maar Catharina de Grote had een hekel aan hem. Anderen zagen Breteuil als een luide idioot. Keizer Jozef II en andere hoge Oostenrijkse politici noemden hem de gek achter gesloten deuren.

## Latere carrière
Na zijn terugkeer naar Frankrijk werd Breteuil benoemd tot indentant van het Huis van de Koning (de hofhouding). Hij bleek een liberaal persoon te zijn die geloofde dat de monarchie intellectuelen moest aanmoedigen, en hen niet als vijanden beschouwen. Aan het hof werd hij een vertrouweling van koningin Marie Antoinette. In 1788 nam hij ontslag, uitgeput door de vele intriges aan het hof (onder meer de halssnoeraffaire).
Breteuil trok zich terug op zijn kasteel in Dangu. In 1789 werd hij gecontacteerd door enkele conservatieve leden uit de entourage van de koningin. Hij stemde toe om Eerste Minister te worden als opvolger van Jacques Necker eens diens ontslag was bekomen. Necker was populair, maar royalisten zagen in hem een gevaarlijke publiciteitszoeker en radicaal. Necker werd ontslagen en op 12 juli werd Breteuil benoemd tot Eerste Minister. Deels door het ontslag van de populaire Necker werd de Bastille bestormd op 14 juli. 
Als reactie hierop stelde Lodewijk XVI Necker opnieuw aan als Eerste Minister.
Breteuil vluchtte naar het buitenland waar hij benoemd werd tot de hoofddiplomaat van de koninklijke familie. In november 1790 ontving hij van Lodewijk XVI de bevoegdheid om te onderhandelen met de Europese hoven. In deze functie probeerde hij andere Europese landen ervan te overtuigen om tegen de Franse Revolutie ten strijde te trekken.
Na de executie van Marie Antoinette trok hij zich terug in de buurt van de Duitse stad Hamburg. Na bijna 10 jaar in ballingschap gaf Napoleon hem in 1802 de toestemming terug te keren naar Frankrijk.
Breteuil stierf in 1807.
- Bibliothèque nationale de France: cb12561986t (data)
- Gemeinsame Normdatei: 117630985
- Historisch woordenboek van Zwitserland: 044482
- International Standard Name Identifier: 0000 0000 6649 9845
- Library of Congress Control Number: n2003041996
- Nationale Bibliotheek van Tsjechië: mzk2009528292
- Nationale Bibliotheek van Israël: 987007259164105171
- Nederlandse Thesaurus van Auteursnamen: 070608482
- RKD-Nederlands Instituut voor Kunstgeschiedenis: 455188
- SNAC: w6q65bz0
- Système universitaire de documentation: 079282806
- Virtual International Authority File: 76431954
- WorldCat: E39PBJwHg7MhdTtHCcmcxKmGHC